# سيريوس ذا جييغر
سيريوس ذا جييغر (天狼 Sirius the Jaeger Shiriusu Shiriusu za Yēgā) هو سلسلة أنمي ياباني وعمل أصلي (غير مقتبس) من تأليف استوديو P.A.Works، ويتضح أن السلسلة من إخراج ماساهيرو أندو وعرضه الأول في 12 يوليو 2018.

## الأداء الصوتي
- يوتو أويمورا في دور يولي
- تاكاهيرو ساكوراي
- كينيو هوريوتشي
- يوسكي كوباياشي
- شونسكي تاكيوتشي
- ريه تاكاهاشي
- جونجي ماجيما
- تاكيهيتو كوياسو
- كينجيرو تسودا

## إنتاج وإصدار
إنّ المسلسل من إخراج ماساهيرو أندو والمكتوب بواسطة كيغو كوياناجي، وتحريك من قبل استوديو P.A.Works. الطابع الأصلي لتصاميم الشخصيات من قبل كينو نيشيمورا، ماي ماتسورا وسويتشيرو ساكو يتكلّف بتصاميم الرسوم المتحركة، وكذلك يعدُّ رئيسها الأخير. وموسيقى المسلسل من تأليف ماسارو يوكوياما.
شيهو تاكوشي هو المسؤول عن تصاميم السلسلة. ثم ماساهيرو ساتو يعمل كمدير الرسوم المتحركة، جونيتشي هيغاشي وايومي ساتو مسؤولان على فنّ الإدارة، وكازوتو إيزوميدا مدير التصوير. وتحرير السلسلة تمّ بواسطة ايومي تاكاهاشي. و ميكا سوغاوارا هو المسؤول عن إعدادات الألوان، تاريكي كيريتاني بمثابة مدير سلسلة الرسوم المتحركة ثلاثيّة الأبعاد. جين أكِتاغاوا هو مدير أصوات السلسلة. بدأ عرض هذا العمل في 12 يوليو 2018.

### قائمة الحلقات
| رقم. | العنوان                                                                                   | تاريخ العرض الأصلي |
| ---- | ----------------------------------------------------------------------------------------- | ------------------ |
| 1    | "The Revenant Howls in Darkness" "Yomigaerishimono, Yoru ni Warau" (蘇えりし者、夜に嗤う) | 12 يوليو 2018      |
| 2    | "Deprived Talent" "Mōshuu Suru Kiiroi Hana" (妄執する黄色い華)                            | 19 يوليو 2018      |
| 3    | "Indelible Memories" "Tokenai Yuki" (とけないゆき)                                        | 26 يوليو 2018      |
| 4    | "Beginning of Trickery" "Bōryaku no Ari" (謀略の蟻)                                       | 2 أغسطس 2018       |
| 5    | "The Frankenstein" "Araburu Tekkan" (荒ぶる鉄棺)                                          | 9 أغسطس 2018       |
| 6    | "Mockingbird's Song" "Maneshi Tsugumi no Keiteki" (マネシツグミの警笛)                    | 16 أغسطس 2018      |
| 7    | "True Confession"                                                                         | 23 أغسطس 2018      |

## وصلات خارجية
- سيريوس ذا جييغر على موقع IMDb (الإنجليزية)
- سيريوس ذا جييغر على موقع روتن توميتوز (الإنجليزية)
- سيريوس ذا جييغر على موقع نتفليكس (الإنجليزية)
- سيريوس ذا جييغر على موقع فيلمافينيتي (الإسبانية)
- سيريوس ذا جييغر على موقع كينوبويسك (الروسية)
- سيريوس ذا جييغر على موقع ألو سيني (الفرنسية)
- سيريوس ذا جييغر على موقع قاعدة بيانات الفيلم (الإنجليزية)
- سيريوس ذا جييغر على موقع ANN anime (الإنجليزية)

- الموقع الرسمي
 (باليابانية)